# نوربرت ماداراش
نوربرت ماداراش (مجاری: Madaras Norbert؛ زادهٔ ۱ دسامبر ۱۹۷۹) بازیکن واترپلو اهل مجارستان است.
وی در مسابقات کشوری و بین‌المللی در مجموع برندهٔ ۶ مدال طلا، ۸ مدال نقره، ۴ مدال برنز شده‌است.